# Washington Gois
Washington Luiz de Oliveira Gois (Caucaia, 10 de agosto de 1956) é um político cearense. É ex-prefeito do município de Caucaia, cumprindo dois mandados consecutivos (2009-2016).
Também cumpriu um mandato como deputado estadual do Ceará (2007-2008) e foi escolhido vereador do município de Caucaia por duas legislaturas consecutivas (1997-2000 e 2001-2004).
Foi o primeiro e atualmente o único prefeito de Caucaia a ter sido reeleito.